# Gräsmyr
Gräsmyr ist ein Småort in der nordschwedischen Gemeinde Nordmaling in Västerbottens län.
Der Ort liegt am Fluss Hörneån, dieser mündet in den Bottenwiek. Grasmyr liegt etwa zwanzig Kilometer westlich von Umeå entfernt. Durch den Ort führt der Länsväg AC 512 vom Zentrum Umeås über Gräsmyr nach Nordmaling. Eine weitere Straße, AC 539, führt ins drei Kilometer entfernte Hörnsjö. Dort besteht auch Bahnanschluss an die Stambanan genom övre Norrland.
In Gräsmyr lebten in den letzten Jahren immer um die 200 Einwohner, lediglich 1995 wurde diese Zahl überschritten, so dass die folgenden fünf Jahre der Ort als Tätort gelistet wurde.